# Melusine
Melusine Productions, una divisió de Studio 352, és una empresa d'animació amb seu a Howald (Luxemburg). L'estudi ha produït sèrie com La famille Passiflore, Les énigmes de providence i Liberty's Kids.